# Storie della Vergine (Massimo)

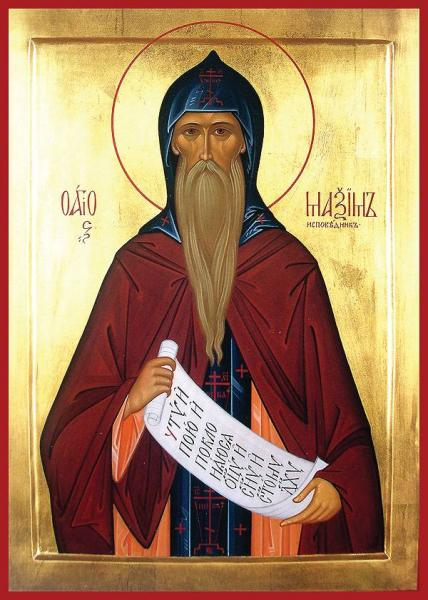
Icona di Massimo il Confessore.

La vita della Vergine o Storie della Vergine è la prima opera nota biografica su Maria. La sua unica copia esistente è in georgiano, traduzione attribuita al santo del VII secolo, Massimo il Confessore, anche se l'attribuzione dell'originale è di età inferiore.
Massimo afferma che ha compilato la biografia fondendo informazioni da più fonti a sua disposizione.
Massimo presenta Maria come compagna costante nella missione di Gesù e come guida della prima Chiesa cristiana dopo la morte di Gesù. Egli afferma anche che Maria è stata la fonte di molti dei racconti della vita di Gesù nei Vangeli e che lei era l'unica a interrogare i testimoni che entravano e uscivano durante la convocazione di Gesù presso la corte di Erode e il suo processo alla corte di Pilato per assemblare un resoconto completo.
Massimo descrive anche Maria come consigliera e guida di molte discepole donne che seguivano Gesù durante la sua vita e come fonte di guida spirituale dopo la morte di Gesù.